# FK 에크라나스
FK 에크라나스(Futbolo Klubas Ekranas, FK Ekranas)는 1964년에 창단된 리투아니아 파네베지스의 축구 클럽이다.

## 성적
- A 리가
  - 우승 5회 (1993, 2005, 2008, 2009, 2010)
- 리투아니아 컵
  - 우승 3회 (1998, 2000, 2010)
- 리투아니아 슈퍼컵
  - 우승 3회 (1998, 2006, 2010)